# René Schneebauer
René Schneebauer (* 14. Juni 1998) ist ein österreichischer Fußballspieler.

## Karriere
Schneebauer begann seine Karriere beim SK Rietz. 2007 wechselte er zum FC Wacker Innsbruck. 2012 kam er in die AKA Tirol. In der Saison 2015/16 wurde er Kooperationsspieler der WSG Wattens, für deren Zweitmannschaft er in der Landesliga zum Einsatz kam.
Im Sommer 2016 wurde er fester Bestandteil des Profikaders der Wattener. Sein Debüt in der zweiten Liga gab er am 13. Spieltag der Saison 2016/17 gegen den SC Wiener Neustadt, als er in Minute 80 für Fabian Ponholzer eingewechselt wurde.
Im Jänner 2018 wurde er als Kooperationsspieler an den Regionalligisten SV Wörgl verliehen.
Zur Saison 2018/19 wechselte er zur SPG Silz/Mötz. Von hier ging es im Sommer 2020 weiter zum SC Imst, den er nach zwei Spielzeiten im Sommer 2022 wieder verließ. In der Winterpause 2022/23 schloss er sich erneut den Imstern an.

## Persönliches
Schneebauer stammt aus dem Tiroler Oberland. Sein Zwillingsbruder Niko ist ebenfalls Fußballspieler.